# قرارداد (فیلم ۲۰۱۲)
قرارداد (انگلیسی: Contract) فیلمی در ژانر کمدی و کمدی رمانتیک به کارگردانی شرلی فریمپونگ مانسو است که در سال ۲۰۱۲ منتشر شد.